# Кумысолечебница (Палласовский район)
Кумысолечебница — посёлок в Палласовском районе Волгоградской области, в составе Савинского сельского поселения.
Посёлок расположен на левом берегу реки Торгун, в 35 км северо-восточнее города Палласовка.

## История
До 1941 года — посёлок относился к Палласовскому кантону АССР немцев Поволжья.
28 августа 1941 года был издан Указ Президиума ВС СССР о переселении немцев, проживающих в районах Поволжья. Немецкое население АССР немцев Поволжья было депортировано. После ликвидации АССР, посёлок, как и другие населённые пункты Палласовского кантона, был включён в состав Волгоградской области.
По состоянию на 1952 год Кумысолечебница относилась к Бурсинскому сельсовету Палласовского района. В 1954 году населённый пункт включён в состав Савинского сельсовета (центр — село Савинка).

## Население
Динамика численности населения по годам:
| 1987 | 2002 |
| ---- | ---- |
| ≈230 | 285  |

| 2010 |
| ---- |
| 245  |